# 成红霞
成红霞（1978年—），中国女子乒乓球运动员，世界最优秀的女子削球手之一，右手横拍。她曾获得1997年世界乒乓球锦标赛女子双打铜牌和2000年亚洲乒乓球锦标赛女子团体金牌。
经历：
1.1992年获得全国青少年乒乓球锦标赛女子团体亚军
2.1993年获得全国青少年乒乓球锦标赛女子单打季军
3.1996年获得全国青少年乒乓球锦标赛女子单打冠军；意大利乒乓球公开赛女子双打冠军；南斯拉夫国际乒乓球公开赛女子双打季军；世界乒乓球巡回赛总决赛女子双打季军
4.1997年获得第44届世界乒乓球锦标赛女子双打季军，（获得国际健将）女子单打第五名；南斯拉夫国际乒乓球公开赛双打冠军，女子单打季军；瑞典国际乒乓球公开赛女子单打亚军，女子双打亚军；法国国际乒乓球公开赛女子单打冠军，女子双打冠军；世界乒乓球巡回赛总决赛女子双打季军；全国俱乐部乒乓球比赛女子单打季军
5.1998年获得第12届世界大学生乒乓球锦标赛女子团体冠军，女子单打冠军；卡塔尔国际乒乓球公开赛女子单打季军，女子双打亚军；马来西亚国际乒乓球空开赛女子双打亚军；意大利国际乒乓球公开赛女子双打亚军；全国乒乓球锦标赛女子双打季军；世界乒乓球巡回赛总决赛女子双打亚军
6.1999年获得全国乒乓球锦标赛女子双打季军；第45届世界乒乓球竞标赛女子单打第五名；全国超级俱乐部乒乓球联赛女子团体季军
7.2000年获得亚洲杯乒乓球锦标赛女子团体冠军；第13届世界大学生乒乓球锦标赛团体冠军，女子单打冠军
8.2001年获得全国甲A俱乐部乒乓球比赛女子团体冠军